# Joris Gnagnon
Joris Gnagnon (Bondy, 13 de janeiro de 1997) é um futebolista profissional francês que atua como defensor. Atualmente está sem clube.

## Carreira
Joris Gnagnon começou a carreira no Rennes.